# Prata di Pordenone
Prata di Pordenone är en ort och kommun i regionen Friuli-Venezia Giulia i Italien och tillhörde tidigare även provinsen Pordenone som upphörde 2017. Kommunen hade 8 428 invånare (2018).